# Sol Dominicana Airlines
Sol Dominicana Airlines – dominikańskie linie lotnicze, z siedzibą w La Romana. Głównym węzłem był port lotniczy La Romana.